# Як-1
Як-1 — радянський одномоторний літак-винищувач Другої світової війни. Перший бойовий літак, розроблений КБ під управлінням Олександра Сергійовича Яковлєва як дослідний винищувач І-26. Після завершення Державних випробувань був прийнятий в серійне виробництво під маркою Як-1. Вироблявся з 1940 по 1944; всього було побудовано 8734 літаків всіх модифікацій.
На Як-1 вступила у війну ескадрилья Нормандія-Німан.

## Конструкція
Конструкція винищувача змішана: каркас фюзеляжу - ферма, зварена із сталевих хромансілевих труб із внутрішніми перехресними розчалками, складова єдине ціле з моторамою. Зверху і знизу за кабіною каркас був опрофілірований фанерними горготами для надання йому обтічної форми. Обшивка носової частини дюралева, хвостовий - полотняна. Крило площею 17,15 м². дерев'яне, без роз'ємів, обклеєне полотном. З дюралю виготовляли тільки каркаси керма та елеронів (обшивка - полотно), знімні капоти двигуна, тунель водорадіатора, залізні крила та оперення, кришки люків, посадочні щитки, а також щитки, що закривають стійки шасі в прибраному положенні. Бортове озброєння - одна 20-мм гармата ШВАК для стрільби через вісь редуктора двигуна і два скорострільних кулемета ШКАС. З двигуном ВК-105П винищувач розвивав швидкість до 569 км / год (на висоті 4860 м). Висоту в 5 тис. м набирав за 5,7 хв.

Як-1

## Варіанти

### Серійні модифікації

#### Як-1б
б - неофіційне позначення; починаючи з жовтня 1942 всі Як-1 будувалися за цим стандартом на авіаційному заводі в Саратові. Форсований двигун М-105ПФ (1180 к.с. на висоті 3000 м), новий ліхтар із заниженим горгротом, а для захисту голови льотчика - переднє бронескло та козирок з прозорої броні, 7,62-мм кулемети ШКАС замінені на 12,7-мм УБС, нова ручка керування, прибране хвостове колесо, поліпшене охолодження двигуна.

## Виробництво
| Заводи          | 1940 | 1941 | 1942 | 1943 | 1944 |
| № 47 (Оренбург) | -    | -    | 2    | -    | -    |
| № 292 (Саратов) | 16   | 1212 | 3474 | 2720 | 1128 |
| № 301 (Хімки)   | 48   | 120  | -    | -    | -    |

## Льотно-технічні характеристики
| Параметр / Модифікація                   | Як-1                                             | Як-1                                             | Як-1Б                                          | Як-1М                                          | Як-1 М-105ПФ                                   | Як-1 М-106П                                    |                                                |
| ---------------------------------------- | ------------------------------------------------ | ------------------------------------------------ | ---------------------------------------------- | ---------------------------------------------- | ---------------------------------------------- | ---------------------------------------------- | ---------------------------------------------- |
| Екіпаж, чол.                             | 1                                                | 1                                                | 1                                              | 1                                              | 1                                              | 1                                              |                                                |
| Перший політ                             | 1940                                             | 1941                                             | 1942                                           | 1943                                           | 1942                                           | 1942                                           |                                                |
| Геометрія                                |                                                  |                                                  |                                                |                                                |                                                |                                                |                                                |
| Довжина, м                               | 8.48                                             | 8.48                                             | 8.48                                           | 8.60                                           | 8.48                                           | 8.48                                           |                                                |
| Розмах крила, м                          | 10.00                                            | 10.00                                            | 10.00                                          | 9.20                                           | 10.00                                          | 10.00                                          |                                                |
| Площа крила, м²                          | 17.15                                            | 17.15                                            | 17.15                                          | 14.85                                          | 17.15                                          | 17.15                                          |                                                |
| Маса                                     |                                                  |                                                  |                                                |                                                |                                                |                                                |                                                |
| Маса порожнього, кг                      | 2445                                             | 2490                                             | 2394                                           | 2133                                           | 2412                                           | 2427                                           |                                                |
| Маса нормальна злітна, кг                | 2950                                             | 2995                                             | 2883                                           | 2655                                           | 2917                                           | 2927                                           |                                                |
| Силова установка                         |                                                  |                                                  |                                                |                                                |                                                |                                                |                                                |
| Тип двигуна                              | М-105ПА                                          | М-105ПА                                          | М-105ПФ                                        | М-105ПФ                                        | М-105ПФ                                        | М-106-1ск                                      |                                                |
| Потужність номінальна, к.с.              | 1020                                             | 1020                                             | 1210                                           | 1210                                           | 1210                                           | 1250                                           |                                                |
| Потужність злітна, к.с.                  | 1100                                             | 1100                                             | 1210                                           | 1210                                           | 1210                                           | 1350                                           |                                                |
| Льотні дані                              |                                                  |                                                  |                                                |                                                |                                                |                                                |                                                |
| Максимальна швидкість біля землі, км/год | 472                                              | 437                                              | 531                                            | 545                                            | 510                                            | 535                                            |                                                |
| Максимальна швидкість на висоті, км/год  | 569                                              | 528                                              | 592                                            | 632                                            | 571                                            | 610                                            |                                                |
| Практична дальність, км                  | 650                                              | 760                                              | 700                                            | 585                                            | 650                                            | 650                                            |                                                |
| Максимальна швидкопідйомність, м/хв      | 877                                              | 806                                              | 926                                            | 1220                                           | 833                                            | 893                                            |                                                |
| Практична стеля, м                       | 10000                                            | 9500                                             | 10050                                          | 10700                                          | 10000                                          | 9900                                           |                                                |
| Озброєння                                |                                                  |                                                  |                                                |                                                |                                                |                                                |                                                |
| Стрілецько-гарматне                      | 1 х 20-мм гармата ШВАК 2 x 7.62-мм кулемета ШКАС | 1 х 20-мм гармата ШВАК 2 x 7.62-мм кулемета ШКАС | 1 х 20-мм гармата ШВАК 1 x 12.7-мм кулемет УБС | 1 х 20-мм гармата ШВАК 1 x 12.7-мм кулемет УБС | 1 х 20-мм гармата ШВАК 1 x 12.7-мм кулемет УБС | 1 х 20-мм гармата ШВАК 1 x 12.7-мм кулемет УБС | 1 х 20-мм гармата ШВАК 1 x 12.7-мм кулемет УБС |

## Льотчики, що воювали на Як-1
Всі пілоти — Герої Радянського Союзу, крім інших літаків, воювали на Як-1.
- Амет-Хан Султан
- Архипенко Федір Федорович
- Бабак Іван Ілліч
- Баклан Андрій Якович
- Балюк Іван Федорович
- Баранов Михайло Дмитрович
- Богданов Василь Олексійович
- Гарам Михайло Олександрович
- Глінка Дмитро Борисович
- Головачов Павло Якович
- Гугнін Микола Павлович
- Гудков Дмитро Васильович
- Гулаєв Микола Дмитрович
- Драніщев Євген Петрович
- Каравай Павло Петрович
- Катрич Олексій Миколайович
- Ковачевич Аркадій Федорович
- Ковзан Борис Іванович
- Колдунов Олександр Іванович
- Кулагін Андрій Михайлович
- Лавриненков Володимир Дмитрович
- Литвяк Лідія Володимирівна
- Луганський Сергій Данилович
- Маресьєв Олексій Петрович
- Марсель Альбер (Нормандія-Німан)
- Марсель Лефевр (Нормандія-Німан)
- Мотуз Іван Хомович
- Муравйов Павло Гнатович
- Покришкін Олександр Іванович
- Савицький Євген Якович
- Сахаров Павло Іванович
- Сержантов Сергій Якович
- Ситковський Олександр Миколайович
- Федоров Іван Васильович
- Химіч Федір Васильович
- Чирков Андрій Васильович
- Шестаков Лев Львович
- Якименко Антон Дмитрович